# Flis

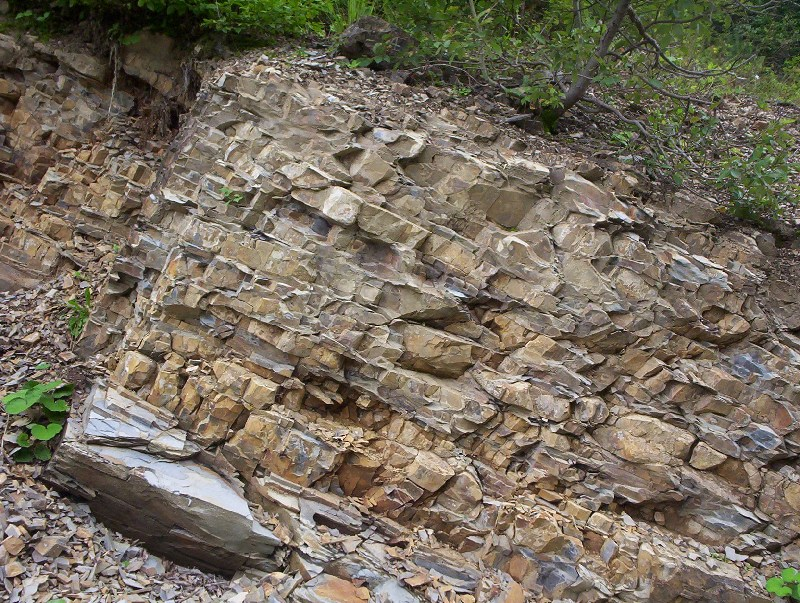
Kárpáti flisből képződött vékonypados kőzet

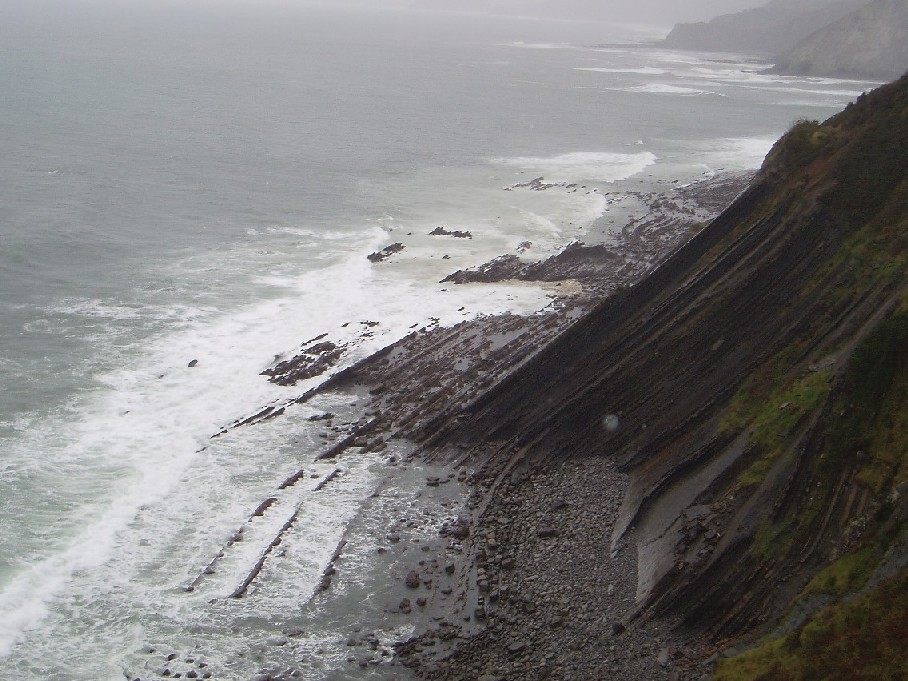
Így keletkezik a nem mélytengeri flis

A flis a német flysch (flisch, fliesen = folyni) geológiai szaknyelv műszavának magyar változata, a törmelékes üledékes kőzetek egyik fácies szerint megkülönböztetett típusa. Szinorogén fázisokhoz kapcsolódó, a hegységek tövében zárt üledékgyűjtő medencében (geoszinklinális) vagy kontinensperemeken, óceáni árkokban összegyűlő osztályozatlan, vagy gyengén osztályozott törmelékek. Egy részük csak a gravitációval szállítódik, más részük vízben is, legtöbbször zagyárak sorozata hozza létre, ez általában turbidit. A turbidit nemzetközi szó a hasonló kőzettípusokra, míg a flis alpi jelenség, sokszor teljesen hiányzik belőle a turbidit.
A flis nevet 1827-ben Bernhard Studer svájci használta először a földtani irodalomban. Az Alpok előterének homokkő pala sorozatait foglalta össze ezzel a névvel. Studer még úgy gondolta, hogy a flis a folyókból ülepedett le. A flis azonban jellemzően mélytengeri üledék, de ez csak jóval később derült ki.
Szemcsemérete változatos, az agyagtól a homokon keresztül a kavicsig terjedő. Az üledék mélytengeri aljzaton gyűlik össze, kevéssé mozgatott vízben. A felette lévő vízből meszes üledékek is belekerülhetnek, így márgás (mésztartalmú cementálóanyag), homokköves vagy meszes-homokköves lehet. Nagyobb szemcseméretnél konglomerátum és breccsa is képződik. Az aleurolitok és homokkövek egy része ilyen. Ha a mészhatár alá kerül, tűzkőgumós is lehet. Ősmaradványokat általában nem tartalmaz, de a márgás, agyagos réteglapokon időnként féregmászás nyomai láthatók, ezek a bioglifás kövek.
Ha a szemcseméret osztályozott, gyakran periodikus rétegződésben települ; a különböző méretű zagyárak különböző mérettartományú szemcséket sodortak magukkal, valamint a zagyárból a kiülepedés sebessége is a szemcsemérettől függ. Ezért a zagyos réteg alján a nagyobb kavicsok és törmelékek (esetleg görgetegek) helyezkednek el, a réteg tetején található az agyag, közte az átmenet folytonos. A következő zagyárnál ugyanez ismétlődik, így az agyagra átmenet nélkül települ megint kavics. A tenger alatti hordalékkúpok osztályozatlan flist hoznak létre.
Magyarországon nagyon sok flis-jellegű üledék található, mivel a Kárpát-medence területén sokáig zárt medence volt. Ebből emelkedett ki a Kárpátok is, amelyben ma több flis-övezet különíthető el. A Kárpát-medencében a flisgyűjtő geoszinklinálisok két övben sorakoztak, ezeket külső- és belső-flis övnek nevezik.